# Resolutie 1474 Veiligheidsraad Verenigde Naties
Resolutie 1474 van de Veiligheidsraad van de Verenigde Naties van april 2003 werd unaniem aangenomen door de vijftien leden van de Veiligheidsraad.

## Achtergrond
In 1989 brak in Somalië een burgeroorlog uit die tot honderdduizenden doden en miljoenen vluchtelingen leidde. Doordat het land eerder veel buitenlandse militaire steun had ontvangen, waren er grote wapenvoorraden. In 1992 stelden de VN een wapenembargo in en tussen 1993 en 1995 was er een vredesmacht gestationeerd. Hierna zonk het land steeds dieper weg in het conflict. Een Panel van Experts moest wapenzendingen naar Somalië onderzoeken. In het rapport van de Panel stond dat buurlanden en anderen de verschillende fracties in Somalië voorzagen van wapens, uitrusting en geld.

## Inhoud
De Veiligheidsraad:
- Bevestigt de vorige resoluties over de situatie in Somalië, in het bijzonder de resoluties 733, 1407 en 1425.
- Bemerkt tot zijn spijt de constante schendingen van het wapenembargo uit 1992 en is bezorgd over de illegale activiteiten voor de financiering ervan en de militaire activiteiten met de wapens.
- Herhaalt zijn steun voor het Somalisch Nationaal Verzoeningsproces en de soevereiniteit en eenheid van het land.
- Herhaalt dat geen land, zeker deze in de regio (Oost-Afrika), zich mag mengen in Somalische binnenlandse aangelegenheden, daar dit de situatie enkel verergert.
- Herhaalt de ernstige bezorgdheid over de wapenleveranties die de vrede, veiligheid en de inspanningen tot verzoening ondermijnt.
- Erkent de noodzaak van verbeterd toezicht op het wapenembargo en onderzoek naar schendingen ervan.
- Besluit dat de situatie in Somalië de internationale vrede en veiligheid in de regio bedreigt.
- Handelend onder hoofdstuk VII van het Handvest van de Verenigde Naties:

1. Onderstreept de verplichting van alle landen en anderen om zich te houden aan resolutie 733 (wapenembargo) en bevestigt dat schending een schending van het VN-Handvest inhoudt.
2. Verwelkomt het rapport van het Panel van Experts van 25 maart, gevraagd in resolutie 1425, en is van plan het te bestuderen.
3. Beslist een nieuw Panel van Experts op te richten in Nairobi (Kenia) voor zes maanden met volgend mandaat:
a. Schendingen van het wapenembargo onderzoeken.
b. Aanbevelingen doen voor maatregelen om het embargo te versterken.
c. Waar nodig ter plaatse te gaan voor onderzoek.
d. De capaciteit van landen in de regio om het wapenembargo te handhaven inschatten door een doorlichting van de douane en de grenscontrole.
e. Zich richten op aan de gang zijnde schendingen.
f. De schenders in en buiten Somalië en hun ondersteuners identificeren.
g. De mogelijkheid onderzoeken om een toezichthoudend mechanisme op te zetten in samenwerking met regionale en internationale organisaties, inclusief de Afrikaanse Unie.
h. De aanbevelingen in het rapport van het Panel van Experts verfijnen.
4. Vraagt de secretaris-generaal tot vier experts aan te wijzen en hun Panel te financieren.
5. Vraagt de secretaris-generaal nog te zorgen dat het Panel genoeg expertise heeft inzake wapens en hun financiering, burgerluchtvaart, zeetransport en de regionale situaties.
6. Vraagt dat iedereen goed meewerkt met het Panel en het Panel om de Veiligheidsraad in te lichten als dit niet gebeurd.
7. Vraagt het Panel om halverwege en op het einde van het mandaat de Veiligheidsraad in te lichten.
8. Beslist een missie van het Comité[1] naar de regio te sturen om de vastberadenheid van de Veiligheidsraad te tonen.
9. Roept alle landen, zeker die in de regio, om het Comité alle beschikbare informatie over schendingen van het wapenembargo te geven.
10. Nodigt de buurlanden (van Somalië) uit om de drie maanden over hun inspanningen om het embargo te doen gelden te rapporteren.
11. Roept regionale organisaties, de Afrikaanse Unie en de Arabische Liga in het bijzonder, en landen op te helpen met het uitvoeren van het embargo.
12. Is van plan de situatie in verband met het wapenembargo te evalueren op basis van de rapporten van het Panel van Experts.
13. Beslist actief op de hoogte te blijven.

## Verwante resoluties
- Resolutie 1407 Veiligheidsraad Verenigde Naties (2002)
- Resolutie 1425 Veiligheidsraad Verenigde Naties (2002)
- Resolutie 1519 Veiligheidsraad Verenigde Naties
- Resolutie 1558 Veiligheidsraad Verenigde Naties (2004)

Lijst ·  1455 ·  1456 ·  1457 ·  1458 ·  1459 ·  1460 ·  1461 ·  1462 ·  1463 ·  1464 ·  1465 ·  1466 ·  1467 ·  1468 ·  1469 ·  1470 ·  1471 ·  1472 ·  1473 ·  1474 ·  1475 ·  1476 ·  1477 ·  1478 ·  1479 ·  1480 ·  1481 ·  1482 ·  1483 ·  1484 ·  1485 ·  1486 ·  1487 ·  1488 ·  1489 ·  1490 ·  1491 ·  1492 ·  1493 ·  1494 ·  1495 ·  1496 ·  1497 ·  1498 ·  1499 ·  1500 ·  1501 ·  1502 ·  1503 ·  1504 ·  1505 ·  1506 ·  1507 ·  1508 ·  1509 ·  1510 ·  1511 ·  1512 ·  1513 ·  1514 ·  1515 ·  1516 ·  1517 ·  1518 ·  1519 ·  1520 ·  1521